# Мимоза стыдливая
Мимоза стыдливая (лат. Mimosa pudica) — многолетнее травянистое растение, вид растений из рода Мимоза семейства Бобовые (Fabaceae), происходящее из тропических районов Южной Америки и культивируемое по всему свету как декоративное растение.

## Ботаническое описание
Мимоза стыдливая имеет высоту в 30–70 см, реже — до 150 см. Её листья — двоякоперистые, чувствительные, свёртываются при прикосновении к ним. Это происходит благодаря тому, что у основания стебельков листьев расположены пульвинусы (суставчатые утолщения, которые обеспечивают движение), а на листьях — рецепторы, чувствительные к давлению. Срабатывание этих рецепторов приводит к движению ионов калия, кальция и других осмолитов, к которым притягивается вода, между группами клеток паренхимы, разгибателей и сгибателей, что и складывает лист. В одном из исследований было обнаружено, что мимоза стыдливая имеет свойство «запоминать» особенности контактов и в случае, если они не представляют угрозы, сворачивать листья не станет. В другом исследовании было установлено, что растение может различать тип прикосновения. В случае, когда к корням прикасался человек, воздух наполнялся смесью различных соединений серы и других веществ, но при этом контакт со стеклом или сталью механизма выработки не запускал.
Стебель колючий, плод — боб с 2—8 семенами. Опыляется ветром и насекомыми. Цветёт с мая по сентябрь.
Формула цветка: {\displaystyle \ast K_{(4)}\;C_{4}\;A_{4}\;G_{\underline {1}}}.
|                                                                      |  |  |  |
| 1. Лист до касания 2. Лист после касания 3. Цветок 4. Плоды и семена |  |  |  |

## Ареал
Родина растения — тропическая часть Южной Америки и Центральная Америка, но выращивается повсюду в тропиках (Африка, Северная Австралия, Гавайи). Распространена по всему миру как комнатное или оранжерейное растение.

## Химический состав

Мимоза стыдливая складывает листья в ответ на прикосновение

Растение ядовито, может вызвать отравление скота на пастбищах.

## Таксономия
Mimosa pudica L., первое упоминание в Sp. Pl.: 518 (1753).

### Синонимы
Гомотипные (основанные на одном и том же номенклатурном типе):
- Eburnax pudica (L.) Raf. (1836)

### Разновидности

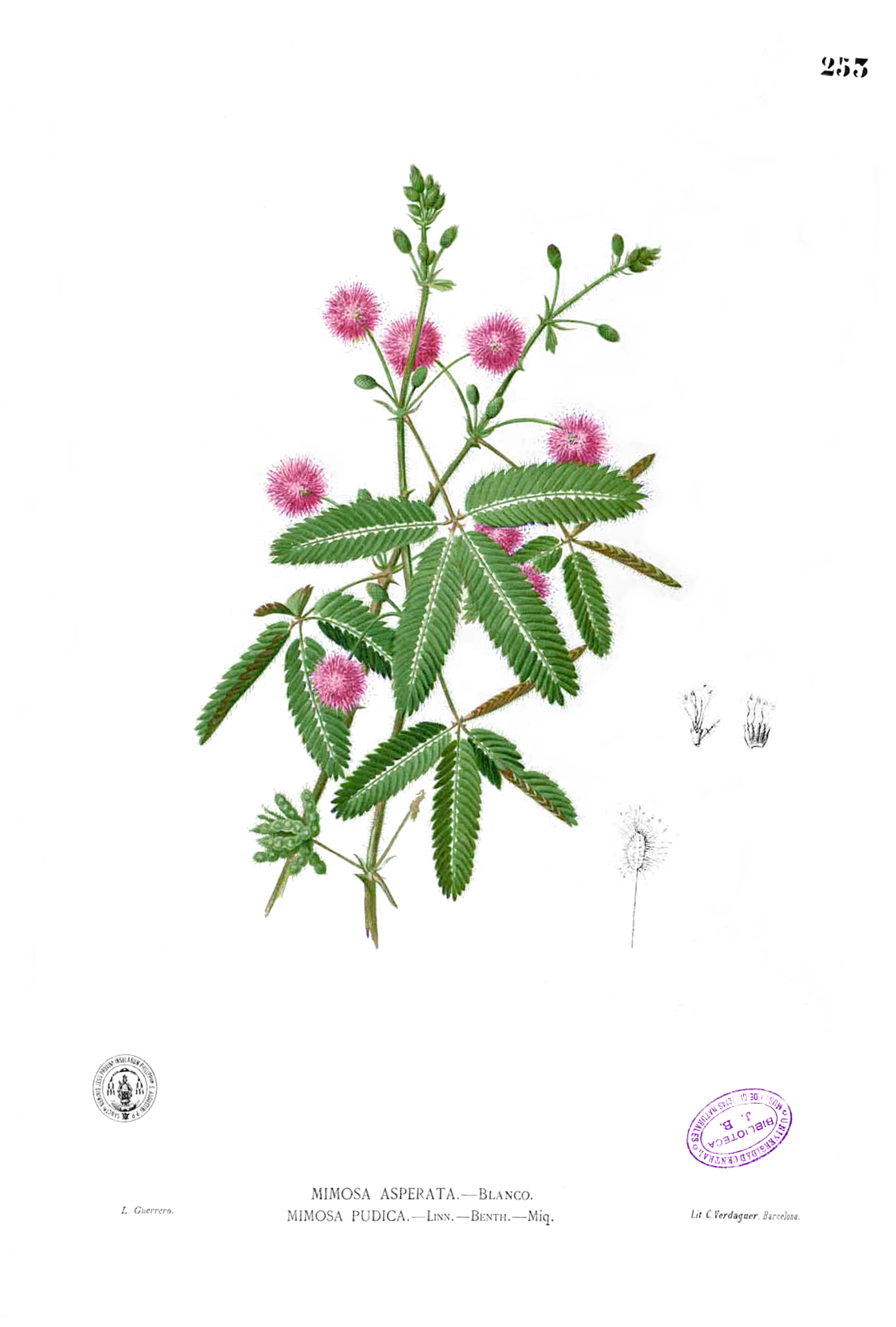

Подтвержденные разновидности по данным сайта Plants of the World Online на 2023 год:
- Mimosa pudica var. hispida Brenan
- Mimosa pudica var. pastoris Barneby
- Mimosa pudica var. pudica
- Mimosa pudica var. tetrandra (Humb. & Bonpl. ex Willd.) DC.
- Mimosa pudica var. unijuga (Duchass. & Walp.) Griseb.

## Биологическая активность
In silico исследование показало, что четыре биоактивные молекулы из Mimosa pudica (буфадиенолид, стигмастерол, изовитексин и апигетин) обладают высоким сродством связывания с ферментом фосфодиэстеразы типа 5 (ФДЭ-5), превосходящим силденафил. Это указывает на их потенциал в качестве мощных и безопасных ингибиторов ФДЭ-5 для лечения эректильной дисфункции.